# Wielki Szlem (ogier)
Wielki Szlem (ur. 1938 zm. 1959) – gniady ogier czystej krwi arabskiej, hodowli Stadniny Koni Janów Podlaski. Syn ogiera Ofir i klaczy Elegantka. Należał do tzw. Wielkiej Czwórki (Witeź II, Witraż, Wielki Szlem, Wyrwidąb), czyli najlepszych synów Ofira. Ojciec wielu dobrze biegających na wyścigach koni.

## Życiorys
Urodzony w 1938 roku. W 1939 w czasie ewakuacji stadniny w okolicy Chotyłowa uciekł z braćmi. Wrócił do stadniny 21 grudnia 1939. W czasie okupacji, począwszy od 1940 roku stanowił w SK Janów Podlaski. 16 lipca 1944 roku podjęto decyzję o ewakuacji stadniny. Witraż wyruszył pociągiem z Białej Podlaskiej do Saksonii, do zakładów remontowych Wehrmachtu w Sohland niedaleko Libawy. W lutym 1945, kiedy Armia Czerwona przekroczyła Odrę, konie tym razem pieszo wyruszyły do Torgau nad Łabą. Tragiczne okazało się przejście koni przez Drezno 13 lutego 1945. Wtedy w czasie nalotu dywanowego sił powietrznych aliantów, początek kolumny koni, w którym znajdował się Wielki Szlem, właśnie przechodził przez centrum miasta. Bohaterstwem odznaczył się wtedy mastalerz Jan Ziniewicz, który trzymał jednocześnie Witraża i Wielkiego Szlema, dzięki niemu te konie nie zginęły i przetrwały wojnę. Po stracie większości ogierów stado dotarło do Torgau, skąd zostało przetransportowane do Schönböken-Grabau. Po wojnie 4 listopada 1946, Wielki Szlem, Witraż, Amurath Sahib, Efendi i Waćpan, ostatnim morskim transportem powróciły do Polski. Został umieszczony w stadninie w Nowym Dworze, a potem w stadninie Albigowa, krył tam przez półtora roku. Padł w wieku 21 lat.

## Pochodzenie
| 0            | 1         | 2              | 3         | 4        |
| ------------ | --------- | -------------- | --------- | -------- |
| Wielki Szlem | Ofir      | Kuhailan Haifi | –         | –        |
| Wielki Szlem | Ofir      | Kuhailan Haifi | –         | –        |
| Wielki Szlem | Ofir      | Kuhailan Haifi | Kuhaylah  | –        |
| Wielki Szlem | Ofir      | Kuhailan Haifi | Kuhaylah  | –        |
| Wielki Szlem | Ofir      | Dziwa          | Abu Mlech | Mlech I  |
| Wielki Szlem | Ofir      | Dziwa          | Abu Mlech | Łania    |
| Wielki Szlem | Ofir      | Dziwa          | Zulejma   | Koheilan |
| Wielki Szlem | Ofir      | Dziwa          | Zulejma   | Pomponia |
| Wielki Szlem | Elegantka | Bakszysz       | Ilderim   | –        |
| Wielki Szlem | Elegantka | Bakszysz       | Ilderim   | –        |
| Wielki Szlem | Elegantka | Bakszysz       | Parada    | Rymnik   |
| Wielki Szlem | Elegantka | Bakszysz       | Parada    | Krzywda  |
| Wielki Szlem | Elegantka | Gazella II     | Koheilan  | –        |
| Wielki Szlem | Elegantka | Gazella II     | Koheilan  | –        |
| Wielki Szlem | Elegantka | Gazella II     | Abra      | Anvil    |
| Wielki Szlem | Elegantka | Gazella II     | Abra      | Łania    |

## Potomstwo
Najlepsi jego potomkowie to:
- Omar po Gomiya, derbista z 1948 roku z czasem 3' 45",
- Czardasz po Baza, derbista z 1953 roku z czasem 3' 41",
- Don Lambro po Alhambra, derbista z 1954 roku z czasem 3' 43",
- Dyska po Forta, oaksistka z 1954 roku,
- Kochana po Kaszma, oaksistka z 1956 roku,
- Czort po Forta, zwycięzca Nagrody Porównawczej z 1952 i 1954 roku, ojciec ogiera El Paso Championa Narodowego USA,
- Czardasz po Baza, zwycięzca Nagrody Porównawczej z 1953 roku,
- Ellenai, matka ogiera Elkin czempiona USA.